# Wappen Marokkos
Das derzeitige Staatswappen Marokkos (eigentlich Königswappen) wurde am 14. August 1957 eingeführt, als Mohammed V. zum König von Marokko proklamiert wurde. Es wurde von den Graphikern Gauthier und Hainaut entworfen und zeigt ein grünes Pentagramm auf Rot vor dem Atlasgebirge und einer aufgehenden Sonne. Oberhalb die Königskrone. Zwei Löwen fungieren als Schildhalter. Auf dem Band darunter die arabische Inschrift: Wenn ihr Gott beisteht, wird auch er euch beistehen (Koran, Vers 7, Sure 47).